# Евсеев, Николай Сергеевич
Никола́й Серге́евич Евсе́ев (16 апреля 1966) — советский пловец, серебряный и бронзовый призёр Олимпийских игр. Мастер спорта СССР международного класса. Женат на немецкой пловчихе Ангеле Маурер.

## Карьера
На Олимпиаде в Сеуле Евсеев вместе с Геннадием Пригодой, Юрием Башкатовым и Владимиром Ткаченко в эстафете 4×100 метров вольным стилем завоевал серебряную медаль, уступив команде США. В комбинированной эстафете 4×100 метров Евсеев принял участие в предварительном заплыве вместе с Сергеем Заболотновым, Валерием Лозиком и Константином Петровым. Советские спортсмены в квалификации заняли 2-е место, но в финале все были заменены. Тем не менее они также получили бронзовые медали. В эстафете 4×200 метров вольным стилем команда СССР была дисквалифицирована.
На чемпионате мира в 1986 году Николай Евсеев выиграл серебряную и бронзовую медаль в эстафетах вольным стилем 4×100 метров и комбинированной 4×100 метров.
С 1994 года живёт и работает в Германии.

## Образование
Выпускник Санкт-Петербургского колледжа олимпийского резерва № 1 и НГУ им. П. Ф. Лесгафта.